# Hubertus von Gall
Hubertus Freiherr von Gall (* 26. Mai 1935 in Gießen; † 8. April 2018 in Berlin) war ein deutscher Klassischer und Vorderasiatischer Archäologe, der über mehrere Jahrzehnte am Deutschen Archäologischen Institut arbeitete und schwerpunktmäßig zur Archäologie Irans forschte.

## Leben
Hubertus von Gall studierte von 1955 bis 1963 Klassische Archäologie, Vor- und Frühgeschichte und Alte Geschichte an der Johann Wolfgang Goethe-Universität Frankfurt am Main und der Johannes Gutenberg-Universität Mainz. Ein Austauschjahr verbrachte er an der Universität Ankara. In Mainz wurde er 1963 mit einer Arbeit zu Felsgräbern in Paphlagonien bei Frank Brommer promoviert. Anschließend erhielt er 1964 das Reisestipendium des Deutschen Archäologischen Instituts. Von 1965 bis 1969 war er in der Redaktionsabteilung der Zentrale des Deutschen Archäologischen Instituts in Berlin tätig, anschließend bis 1971 als Referent an der Abteilung Istanbul des Deutschen Archäologischen Instituts. Von 1971 bis zu seinem Eintritt in den Ruhestand im Jahr 2001 arbeitete er an der Außenstelle Teheran des Deutschen Archäologischen Instituts, zunächst in Teheran, dann (1980–1981) in München und schließlich (ab 1981) in Berlin.
Ab 1976 war von Gall verheiratet. Er starb 2018 im Alter von 82 Jahren nach längerer Krankheit in Berlin-Charlottenburg.

## Forschungen
Das Hauptforschungsgebiet von Galls war die Archäologie der Perser, Parther, Meder und Sassaniden. Den übergreifenden Schwerpunkt seiner Publikationen bildeten durch seine wissenschaftliche Karriere hindurch „Forschungen zur bildlichen Manifestation herrschaftlicher Macht und höfischer Kultur im antiken vorislamischen Iran im weitesten Sinne“. In diesen Rahmen gehörten beispielsweise auch seine Studien zur Entwicklung von Herrschersymbolen wie der Krone oder dem Diadem. Zuletzt arbeitete er zu klassischen Bezügen in der Kunst der qajarischen Epoche in Persien.
Daneben war von Gall an Feldforschungen am Tacht-e Suleiman, am Atur Gushnasp, in Taq-e Bostan und in Firuzabad beteiligt.

## Veröffentlichungen (Auswahl)
- Die paphlagonischen Felsgräber. Eine Studie zur kleinasiatischen Kunstgeschichte (= Istanbuler Mitteilungen. Beiheft 1). Wasmuth, Tübingen 1966.
- Zu den medischen Felsgräbern in Nordwestiran und Iraqui Kurdistan. In: Archäologischer Anzeiger. Jahrgang 1966, S. 19–43.
- Beobachtungen zum arsakidischen Diadem und zur parthischen Bildkunst. In: Istanbuler Mitteilungen. Band 19–20, 1969–1970, S. 299–318.
- Die Mosaiken von Bishapur und ihre Beziehungen zu den Triumphreliefs des Shapur I. In: Archäologische Mitteilungen aus Iran. Neue Folge 4, 1971, S. 193–205.
- Das Reiterkampfbild in der iranischen und iranisch beeinflussten Kunst parthischer und sasanidischer Zeit (= Teheraner Forschungen. Band 6). Gebr. Mann, Berlin 1990, ISBN 3-7861-1511-7.
- mit Paul Luft: Die Qajarischen Felsreliefs. Eine kunst- und kulturwissenschaftliche Studie (= Archäologie in Iran und Turan. Band 18). Dietrich Reimer Verlag, Berlin 2020, ISBN 978-3-496-01641-0.